# Aphonopelma iodius
Aphonopelma iodius é uma espécie de aranha pertencente à família Theraphosidae (tarântulas). Possui corpo bem negro e Patas bem longas.